# 布朗寧 (密蘇里州)
布朗寧（英語：Browning）是位於美國密蘇里州林縣及沙利文縣的城市。

## 人口
根據2020年美國人口普查的數據，布朗寧的面積為1.36平方千米，皆為陸地。當地共有人口219人，而人口密度為每平方千米161人。